# Robert Pastor i Castillo
Robert Pastor i Castillo (* 1945 in València) ist ein andorranischer Schriftsteller. Er arbeitet seit über dreißig Jahren als Journalist für katalanische und baskische Zeitungen. Außerdem hält er eine Stelle beim Diari d'Andorra, für das er eine Kolumne schreibt. Neben seinen Lyrik- und Essaybänden in katalanischer Sprache publizierte er mehr als fünfzehn Bücher auf Spanisch.

## Werke

### Katalanisch
- Mai no tornaràs a Ítaca, Ulisses. Lyrik, Andorra la Vella 1994
- Entre l'aigua i la pedra. Lyrik, Andorra la Vella 2000
- 1991–2001: deu anys d'Andorra, deu anys de Diari. Essay, Andorra la Vella 2001
- Aquí les penjaven. Essay, Andorra la Vella 2004

### Spanisch
- Apala, de maldito a héroe, 1977
- Euskadi, no os importe matar, 1978
- Yressa de Gaxen y otras cinco, brujas. Roman, 1978
- Euskal-herria en Venezuela, 1979
- Estatuto Vasco, 1979
- Autonomia, año cero, 1980
- Trebiño en Alava, 1983
- Cuentos, 1985
- Perurena, 1986
- Certamen de poesia villa de Pasaia, 1990

## Auszeichnungen
- 2001 Premi Tristaina de Periodisme del Cercle de les Arts i les Lletres d'Andorra